# Dolemite Is My Name
Dolemite Is My Name is een Amerikaanse biografische filmkomedie uit 2019 onder regie van Craig Brewer. De film is gebaseerd op het leven van acteur en zanger Rudy Ray Moore. De hoofdrollen worden vertolkt door Eddie Murphy, Keegan-Michael Key, Craig Robinson, Wesley Snipes en Da'Vine Joy Randolph.

## Verhaal
Rudy Ray Moore werkt in de jaren 1970 in een platenwinkel. Hij wil zelf doorbreken als zanger, maar niemand wil zijn plaatjes draaien. Ook als komiek kent de ambitieuze Rudy aanvankelijk geen succes, tot hij op een dag besluit om de grappen van enkele daklozen uit de buurt over te nemen en zich te verkleden als de pooier Dolemite. De grofgebekte humor en rijmpjes van de vloekende Dolemite vallen in de smaak bij het nachtclubpubliek, waarop Rudy besluit om samen met zijn vrienden en met het geld van zijn tante een comedy-album op te nemen.
Het album verkoopt als zoete broodjes in het illegale circuit en levert hem uiteindelijk een contract op bij het platenlabel van de broers Bihari. Ondertussen blijft hij ook als zijn alter ego optreden in nachtclubs. Tijdens een optreden in Mississippi ontmoet hij Lady Reed, een gewezen achtergrondzangeres die hij weet te overtuigen om samen met hem op te treden als de comédienne Queen Bee.
Op Kerstmis gaan Rudy en zijn entourage in de bioscoop naar de komedie The Front Page (1974) kijken. Ze stellen vast dat ze, in tegenstelling tot de rest van het overwegend blanke publiek in de zaal,  niet moeten lachen om de film. Rudy besluit daarom maar om zelf een film te maken. Hij wil zijn personage Dolemite naar het witte doek brengen en een film maken die een combinatie is van actie, humor, seks en kungfu.
Met het geld van de broers Bihari en de hulp van toneelschrijver Jerry Jones, regisseur en acteur D'Urville Martin en een groepje student-filmmakers probeert Rudy zijn filmdroom waar te maken. Hoewel de opnames plaatsvinden in het aftandse en leegstaande hotel Dunbar lopen de kosten van de productie hoog op. Rudy wordt gedwongen de royalty's van zijn comedy-albums te verkopen aan de broers Bihari om de productie te kunnen afronden. Nadien moet hij tot zijn grote frustratie vaststellen dat geen enkele distributeur de blaxploitationfilm wil uitbrengen.
Via radio-dj Daddy Fatts weet hij uiteindelijk een bioscoop te vinden die Dolemite om middernacht wil vertonen. Rudy huurt de bioscoop af en mag de ticketopbrengst houden. De vertoning is zo'n succes dat er alsnog een distributeur bereid is om de film op grote schaal uit brengen. Rudy sluit een deal met Dimension Pictures, waarna er een grote première georganiseerd wordt. Op weg naar de première ontdekken Rudy en zijn vrienden dat de film door krantenrecensenten wordt afgekraakt. Ze vrezen even dat de film zal floppen, maar merken dan dat er een massa toeschouwers is opgedaagd voor de première. Terwijl zijn vrienden de bioscoop binnenwandelen om de film te zien, besluit Rudy om buiten te blijven en het wachtende publiek te entertainen.

## Rolverdeling
| Acteur                 | Personage        |
| ---------------------- | ---------------- |
| Eddie Murphy           | Rudy Ray Moore   |
| Wesley Snipes          | D'Urville Martin |
| Keegan-Michael Key     | Jerry Jones      |
| Craig Robinson         | Ben Taylor       |
| Mike Epps              | Jimmy Lynch      |
| Tituss Burgess         | Theodore Toney   |
| Da'Vine Joy Randolph   | Lady Reed        |
| Luenell                | Aunt             |
| Kodi Smit-McPhee       | Nick             |
| Ron Cephas Jones       | Ricco            |
| Aleksandar Filimonović | Joseph Bihari    |
| Ivo Nandi              | Julius Bihari    |
| Kazy Tauginas          | Saul Bihari      |
| Michael Peter Bolus    | Lester Bihari    |
| T.I.                   | Walter Crane     |
| Chelsea Gilson         | Carrie Mills     |
| Chris Rock             | Daddy Fatts      |
| Snoop Dogg             | Roj              |
| Bob Odenkirk           | Lawrence Woolner |

## Productie
In juni 2018 raakte bekend dat Netflix in samenwerking met acteur Eddie Murphy een film zou maken over zanger en blaxploitationacteur Rudy Ray Moore. Craig Brewer werd aangekondigd als regisseur van het project. Later die maand raakte ook bekend dat Wesley Snipes, T.I. en Keegan-Michael Key een rol zouden vertolken.
De opnames, die in Los Angeles plaatsvonden, gingen op 12 juni 2018 van start en eindigden op 15 augustus 2018.

## Release
Dolemite Is My Name ging op 7 september 2019 in première op het internationaal filmfestival van Toronto (TIFF). De Amerikaanse bioscooprelease volgde op 4 oktober 2019. Op 25 oktober 2019 werd de film uitgebracht via de streamingdienst van Netflix.

## Prijzen en nominaties
| Jaar | Prijs                    | Categorie                      | Genomineerde(n)              | Uitslag     |
| ---- | ------------------------ | ------------------------------ | ---------------------------- | ----------- |
| 2019 | National Board of Review | Top 10 films van het jaar      | Top 10 films van het jaar    | Gewonnen    |
| 2020 | Golden Globes            | Beste film (komedie/musical)   | Beste film (komedie/musical) | Genomineerd |
| 2020 | Golden Globes            | Beste acteur (komedie/musical) | Eddie Murphy                 | Genomineerd |
| 2020 | Critics' Choice Awards   | Beste acteur                   | Eddie Murphy                 | Genomineerd |
| 2020 | Critics' Choice Awards   | Beste kostuumontwerp           | Ruth E. Carter               | Gewonnen    |
| 2020 | Critics' Choice Awards   | Beste grime en haarstijl       | Beste grime en haarstijl     | Genomineerd |
| 2020 | Critics' Choice Awards   | Beste filmkomedie              | Beste filmkomedie            | Gewonnen    |